# ミッキー・カリー
マイケル・チモシー・カリー（Michael Timothy Curry 1956年6月10日生まれ）は、アメリカのミュージシャン。彼は1980年代初めから、シンガーソングライターブライアン・アダムスと共演した。彼はまた、ホール&オーツ、シェール、ティナ・ターナー、アリス・クーパー、デヴィッド・ボウイ、エルヴィス・コステロ、サム・フィリップス、トム・ウェイツ、サバイバー 、ザ・カルト、スティーヴ・ジョーンズらと仕事をした。

## 生い立ち
ミッキー・カーリーはコネチカット州ニューヘイブンに生まれた。彼はニック・フォルテの指導の下、11歳でドラムの演奏を始めた。 13歳のとき、彼と二人の兄弟は「The Rack」という名前のバンドを組んだ。17歳のとき、コネチカットで「The Scratch Band」に加入した。

## 初期の経歴
彼は1980年頃まで、地元のバンドで演奏し、その後、ニューヨークのスタジオで活動するようになった。マンハッタンで仕事をしているとき、ホール＆オーツのマネージメントも務めているトミー・モットーラがマネージメントをしている「Tom Dickie and the Desires」というバンドに加入した。カリーの演奏に何かを感じたモットーラは、カリーに、ホール＆オーツの「プライベート・アイズ」というアルバムで演奏しないか？と訊ねた。 彼はそれ以来1986年まで、ホール＆オーツのツアーに帯同した。

## ブライアン・アダムス
彼はホール＆オーツと演奏をしている時代に、若いブライアン・アダムスと仕事を始めていたプロデューサーのボブ・クリアマウンテンに会った。ミッキーはブライアンのセカンド・アルバム「You Want It You Got It」に参加し、その後のブライアンのほぼ全てのアルバムに参加した。ホール＆オーツとの仕事の後、ミッキーはブライアン・アダムスのツアーにフルタイムで帯同した。

## その他のバンド
カリーは様々なアーティスト達と演奏し、幾度も彼らのツアーに参加した。1987年、彼はジュード・コールのデビュー・アルバム「Jude Cole」でドラムを叩いた。1988年、サバイバーのアルバム「Too Hot to Sleep」にセッション・ドラマーとして参加した。同じ年、彼はハード・ロックバンドザ・カルトに加入し、ザ・カルトで最もヒットした曲「Fire Woman」が録音されているアルバム「Sonic Temple」で演奏した。1989年、イアン・ハンター feat.ミック・ロンソンのアルバム「YUI Orta」で演奏した。1991年、ミッキーは再びザ・カルトに参加し、アルバム「セレモニー」で演奏した。

## コラボレーション
- You Want It You Got It – Bryan Adams (1981)
- Cuts Like a Knife – Bryan Adams (1983)
- Reckless – Bryan Adams (1984)
- Downtown – Marshall Crenshaw (1985)
- Spoiled Girl – Carly Simon (1985)
- Rain Dogs – Tom Waits (1985)
- Rockbird – Debbie Harry (1986)
- Break Every Rule – Tina Turner (1986)
- Into the Fire – Bryan Adams (1987)
- Thunder – Andy Taylor (1987)
- The Turning – Sam Phillips (1987)
- Coming Around Again – Carly Simon (1987)
- The Indescribable Wow – Sam Phillips (1988)
- Back to Avalon – Kenny Loggins (1988)
- Yo Frankie – Dion DiMucci (1989)
- Mystery Girl – Roy Orbison (1989)
- Sonic Temple – The Cult (1989)
- Cruel Inventions – Sam Phillips (1991)
- Love Hurts – Cher (1991)
- Hey Stoopid – Alice Cooper (1991)
- Waking Up the Neighbours – Bryan Adams (1991)
- Life Is Messy – Rodney Crowell (1992)
- Martinis & Bikinis – Sam Phillips (1994)
- 18 til I Die – Bryan Adams (1996)
- Falling into You – Céline Dion (1996)
- On a Day Like Today – Bryan Adams (1998)
- Lara Fabian – Lara Fabian (1999)
- Room Service – Bryan Adams (2004)
- 11 – Bryan Adams (2008)
- Laughing Down Crying – Daryl Hall (2011)
- Tracks of My Years – Bryan Adams (2014)
- Astral Drive - Astral Drive (Phil Thornalley) (2018)
- Shine a Light – Bryan Adams (2019)
- Orange - Astral Drive (Phil Thornalley) (2021)
- Kasim 2021 - Kasim Sulton (2021)

## 音楽スタイルと環境
- ミッキー・カリーはYAMAHAのドラムを使用し続けている。
- ミッキー・カリーはリンゴ・スター、ジョン・ボーナム、ジェフ・ポーカロ、スティーヴ・ガッド、マーヴィン・ゲイ、ジム・ゴードンの影響を受けている。[2]